# Кухня муїсків
Кухня муїсків — перелік страв та харчів, які використовували у повсякденному житті та під час свят жителі держав чибча-муїсків. Основну складала рослинна їжа. Соціальне розшарування впливало на вживання м'ясних та інших страв. Частково вплинуло на сучасну колумбійську кухню.

## Основні страви

### Маїс
Основу харчування муїсків складав маїс. Тому недивно, що у муїсків маїс та їжа інколи позначалися одним словом — bgysqua. З маїсу готували тісто, що потім слугувало основою різних страв. У нижчих верств населення поширеними були бульйос (bollos), аналог месоамериканських тамале, де потрібнене маїсове тісто загортали у листя й варили. До тіста могли додати овочів або фруктів, чи якоїсь приправи, але зазвичай лише солі. Тісту надавали округлої форми і смажили (арепас). Для цих страв використовувалася свіжа або сушена кукурудза. Зі свіжаю арепас називалися choclo , сушену у вапні (pelado).
З маїсу також готували рідкі супи, де свіжі молоді качани розварювали або вибирали зерна й потроху варили. Зазвичай такий суп вживали у сніданок (перед початком роботи) або вдень. Також на сніданок готували рагу з листя маїсу, квітів та листя гарбузів.

### Інша рослинна їжа
Чибча полюбляли численні страви з різних бульб. Насамперед готували густі юшки, в які кидали юку (aro), аракачу, картоплю (yomas), уллюко (chuguas), якон. Це слугувало основою, яку урізноманітнювали перцем, пряною травою, рибою, маїсом або м'ясом. Останнє могли себе дозволити не всі мешканців держав муїсків, а лише представники знаті, володарі та члени їх сімей, а також іноді жерці. Простолюдини обмежувалися зазвичай бульбами, овочами та маїсом. Сьогодні ця страва відома в колумбійській кухні як Cocido boyacense, тобто суміш боякська (від долини річки Бояка, де мешкали муїски).
Інша юшка складалася з картоплі і овочів (квасолі, перцю, гарбузів, кабачків) з додаванням птиці, втім її муїскська назва втрачена. Вона сьогодні відома в Колумбії за карибською назвою ахіако. Готувався й просто картопляний суп з дрібноквітковою галінсогою, сіллю та перцем. Вживали галінсогу з релігійною та лікувальною цілями.
Крім того, усі бульби (картоплю, аракачу, юку, ахіру, батат, топінамбур, уллюко, оку, настурцію бульбисту, якон) варили, смажили, деякі їли свіжими, печеними, або сушеними чи меленими. Аракача була основою «рагу» з додаванням батата, маніока, маїсу, м'яса морської свинки. Ця назва також не збереглася з мови чибча. В Колумбії вона називається puchero andino, дещо змінилася — були додані овочі (морква, капуста, горох), замість морської свинки кидають яловичину, також прикрашають персиком. Втім принцип приготування залишився таким же, як в муїсків: в один казан потроху кидають складники і на невеличкому вогні варять, при цьому головним є те, що усі інгредієнти ріжуться великими шматками. Для згущення додавали кіноа.
Улюбленими були також страви з уллюки та якона. Настурцію бульбисту варили та їли сирою, терли, перетворювали на борошно й вживали замість хліба. Втім це була їжа простолюдинів, що мешкали високо у горах.
Бульби запікали у гарячому попелі, а не на вугіллі (як в європейців). Для цього виривали ямку, де розпалювали багаття, після вигоряння булиби загортали у листя маїсу або безпосередньо заривали у попіл.
Кіноа представляло окрему страву, яку варили на кшталт рису або обсмажували. Це слугувало гарніром або основною стравою, доя кої потім додавали готові овочі або бульби, чи маїс.
У муїсків поважався за свої властивості арахіс, проте він зростав лише в окремих частинах сучасної Колумбії. Тому вважався царською їжею. Арахіс подавали лише до столу володарів держав Ірака і Хунза.
Дуже муїски полюбляли гарбузи, які вони знали декількох видів і сортів. Їх смажили, тушкували, варили, маринували інколи разом з оку і уллюко). Улюбленою була наступна страва: ферментованого гарбуза клали у глибокий глиняний посуд на 2 тижні, а потім їли з м'ясом і бульбами.

### Риба
З огляду на велику кількість річок та озер, інших водойм не усувала обмежень для риболовлі та приготування риб. Зазвичай її солили, смажили, тушкували і коптили, додавали у супи. Лише особливо цінні пороби риб, особливо з сомоподібних доставлялися лише до столи володарів.

### М'ясо
Простолюди не були зовсім позбавлені можливо вживати м'ясні страви. Для цього у всіх господарствах тримали морських свинок (або свійських кавія), що слугували головним джерелом м'яса для більшості населення держав чибча-муїсків. Їх їли смаженими, копченими, додавали в рагу та супи, а також свіжими. Купці та ремісники, на відміну від землеробів та рабів, могли дозволити собі страви з птиці свійської або впольованої, а також дичину. Полюбляли муїски також різну гусінь та мурашок.
Володарі, знаті, військовики, жреці та шамани мали виключно право на оленину, найкращі сорти кукурудзи, дичину, впольовану птицю, інших тварин, що приносили мисливці.

## Фрукти і десерти
Завершувати сніданок або вечерю муїски полюбляли різні ягоди, зокрема лохиною, дикими малиною, ожиною-мора і чорницею, а також численні фрукти. Більш заможні та знаті вживали авокадо та різні види аннони, оскільки їх вирощували замало, зазвичай привозили у далеких країв. Втім простолюдини мали змогу вживати луло, яке росло в їхніх лісових садах.
З фруктів та ягід варили щось на кшталт джемів, які сильно загущували, додавали солодкі бульби, щоб зберегти на тривалий термін. Їх ставили у прохолодних місцях у хаті, або готували спеціальні місце.

## Напої
Готували соки з різних фруктів, зокрема з ананасів, тамарилло, гуаяви, папаї. До них додавали кіноа, щоб загустити або пили з м'якоттю. З заквашених на воді зерен маїсу готували гарячий напій сапкуа (іспанці прозвали його ніча). Сапкуа пили на усіх святкуваннях, будь то сватання, жертвопринесення, день сівби чи врожаю. Муїски вірили, що в сапкуа міститься магічна сила, що приносить перемогу над ворогами і добробуту у житті.
З алкогольних напоїв у муїсків був аналог чичі, тобто ферментованого маїсу, який жінку жували, після чого кидали у керамічну тацю, після цього заливали водою і відстоювали. Через декілька діб в умовах спеки відбувалося бродіння, масу проціджували й отримували індіанське пиво. Під час процесу переробки маїсу (або маніоки) жінки ставали у центрі й займалися справою, а чоловіки навколо них утворювали коло і танцювали. Процесу створення чичі муїски надавали ритуального значення. Пиво готували також з кіноа, проте без ферментації, його смажили, додавали води і виставляли на сонце.
З коки готували міцне вино, проте його дозволялося у невеликій кількості, зазвичай у лікувальних цілях. Насамперед кокове вино отримували володарі, вища аристократія, шамани і військовики.

## Наркотики
Основним наркотичним засобом були листя коки, які вживала значна частина населення, щоб зняти депресію або втамувати апетит. Частіше його вживали жреці та правителі, вища аристократія. Втім простолюдини часто її вживали, особливо при збиранні маїсу. Листя йопо (інша назва кохоба з бобових) палили лише шамани для бесід з духами.